# 대각 행렬
선형대수학에서 대각 행렬(對角行列, 영어: diagonal matrix)은 주대각선 성분이 아닌 모든 성분이 0인 정사각 행렬이다.:100

## 정의
환 {\displaystyle R} 위의 {\displaystyle n\times n} 정사각 행렬 {\displaystyle D\in \operatorname {Mat} (n;R)}에 대하여, 다음 두 조건이 서로 동치이며, 이를 만족시키는 행렬을 대각 행렬이라고 한다.
- 임의의 {\displaystyle i,j\in \{1,\dots ,n\}}에 대하여, 만약 {\displaystyle i\neq j}라면, {\displaystyle D_{ij}=0}
- {\displaystyle D}는 상삼각 행렬이며, 동시에 하삼각 행렬이다.

각 {\displaystyle i}번째 대각 성분이 {\displaystyle d_{i}\in R}인 대각 행렬은 다음과 같이 표기할 수 있다.
{\displaystyle \operatorname {diag} (d_{1},\dots ,d_{n})={\begin{pmatrix}d_{1}\\&d_{2}\\&&\ddots \\&&&d_{n}\end{pmatrix}}}
마찬가지로, 임의의 크기 {\displaystyle m\times n}의 대각 행렬을 정의할 수 있으며, 이 경우 다음과 같은 표기를 사용할 수 있다.:18, §1.2.6
{\displaystyle \operatorname {diag} _{m\times n}(d_{1},\dots ,d_{\min\{m,n\}})}

## 성질

### 대칭성과 반대칭성
환 {\displaystyle R} 위의 모든 대각 행렬 {\displaystyle D\in \operatorname {Mat} (n;R)}는 대칭 행렬이자 반대칭 행렬이다.
표수가 2가 아닌 환 {\displaystyle R} 위의 정사각 행렬 {\displaystyle D\in \operatorname {Mat} (n;R)}에 대하여, 다음 두 조건이 서로 동치이다.
- {\displaystyle D}는 대각 행렬이다.
- {\displaystyle D}는 대칭 행렬이며, 또한 반대칭 행렬이다.

(표수 2의 환 위에서는 대칭 행렬과 반대칭 행렬이 동치이며, 이는 일반적으로 대각 행렬과 동치가 아니다.)

### 고윳값
체 {\displaystyle K} 위의 대각 행렬 {\displaystyle D\in \operatorname {Mat} (n;K)}의 고윳값은 대각 성분들이다. 각 고윳값의 기하적 중복도는 대수적 중복도와 일치하며, 이는 단순히 대각 성분이 나타난 횟수이다.

### 대각화
환 {\displaystyle R} 위의 모든 대각 행렬 {\displaystyle D\in \operatorname {Mat} (n;R)}는 자명하게 대각화 가능 행렬이다.
체 {\displaystyle K} 위의 {\displaystyle n\times n} 정사각 행렬 {\displaystyle M\in \operatorname {Mat} (n;K)}에 대하여, 다음 조건들이 서로 동치이다.
- {\displaystyle M}은 대각화 가능 행렬이다.
- {\displaystyle M}의 모든 고윳값의 기하적 중복도는 그 대수적 중복도와 일치한다.
- {\displaystyle M}의 최소 다항식은 1차 다항식들의 곱이다.

### 직교 대각화와 유니터리 대각화
실수 정사각 행렬 {\displaystyle M\in \operatorname {Mat} (n;\mathbb {R} )}에 대하여, 다음 두 조건이 서로 동치이다.::315, §8.5
- {\displaystyle M}은 직교 대각화 가능 행렬이다. 즉, {\displaystyle Q^{-1}MQ}가 대각 행렬이 되는 실수 직교 행렬 {\displaystyle Q\in \operatorname {O} (n;\mathbb {R} )}가 존재한다.
- {\displaystyle M}은 대칭 행렬이다.

복소수 정사각 행렬 {\displaystyle M\in \operatorname {Mat} (n;\mathbb {C} )}에 대하여, 다음 두 조건이 서로 동치이다.::311–317, §8.5
- {\displaystyle M}은 유니터리 대각화 가능 행렬이다. 즉, {\displaystyle U^{-1}MU}가 대각 행렬이 되는 유니터리 행렬 {\displaystyle U\in \operatorname {U} (n)}이 존재한다.
- {\displaystyle M}은 정규 행렬이다.

복소수 정사각 행렬 {\displaystyle D\in \operatorname {Mat} (n;\mathbb {C} )}에 대하여, 다음 세 조건이 서로 동치이다.::315–316, §8.5, Theorem 20
- {\displaystyle D}는 대각 행렬이다.
- {\displaystyle D}는 상삼각 행렬이며, 정규 행렬이다.
- {\displaystyle D}는 하삼각 행렬이며, 정규 행렬이다.

특히, 대각 행렬이 아닌 복소수 상·하삼각 행렬은 유니터리 대각화 가능하지 않다.

## 예
모든 스칼라 행렬은 대각 행렬이다. 특히, 단위 행렬과 영행렬은 대각 행렬이다.
다음 실수 {\displaystyle 4\times 4} 정사각 행렬은 대각 행렬이다.
{\displaystyle {\begin{pmatrix}2&0&0&0\\0&5&0&0\\0&0&3&0\\0&0&0&-1\end{pmatrix}}}
다음 실수 {\displaystyle 5\times 3} 행렬은 대각 행렬이다.
{\displaystyle {\begin{pmatrix}1&0&0\\0&0&0\\0&0&6\\0&0&0\\0&0&0\end{pmatrix}}}
다음 실수 {\displaystyle 2\times 4} 행렬은 대각 행렬이다.
{\displaystyle {\begin{pmatrix}9&0&0&0\\0&5&0&0\end{pmatrix}}}

## 같이 보기
- 띠행렬
- 반대각 행렬